# Tjåmunastjåkka
De Tjåmunasjåkka (Zweeds: Čoamuhasjohka) is een bergbeek, die stroomt in de Zweedse  gemeente Kiruna. De Tjåmunastjåkka ontwatert een berggebied ten oosten van de Abiskorivier. Ze stroomt noordwestwaarts, is ongeveer 4 kilometer lang en stroomt dan de Pallentjåkka in.